# Pepe Sánchez
Pour l’article homonyme, voir Juan Ignacio Sánchez.
Pepe Sánchez, né le 26 octobre 1934 à Bogota et mort le 21 décembre 2016  à Bogota, est un acteur et réalisateur colombien.

## Filmographie

### Réalisateur
- 2009 : Las Detectivas y el Víctor
- 2006 : Merlina mujer divina
- 2005 : Decisiones
- 2004 : Todos quieren con Marilyn
- 2002 : La Lectora
- 2002 : Cómo casar a Chente
- 2001 : Secreto de amor
- 2000 : La Revancha
- 1999 : Me muero por tí
- 1998 : La Madre (saison 1, épisode 1 : La Madre)
- 1996 : Guajira
- 1995 : Cara o sello: Dos rostros de mujer
- 1993 : Café con aroma de mujer (saison 1, épisode 1 : Café con aroma de mujer)
- 1986 : San Antoñito
- 1980 : El Cuento del domingo
- 1978 : El Patas
- 1963 : Chichigua

### Acteur
- 2007 : Entre justice et vengeance de Herney Luna
- 2007 : Buscando a Miguel de Juan Fischer
- 2004 : Todos quieren con Marilyn d'Israel Sánchez et lui-même
- 2003 : Ama la academia de Manuel Gomez et Rodrigo Lalinde
- 1997 : Las Juanas de Toni Navia
- 1993 : La Maldición del paraíso
- 1981 : Canaguaro de Dunav Kuzmanich
- 1981 : La Agonía del difunto de Dunav Kuzmanich
- 1980 : El Cuento del domingo de Bernardo Romero Pereiro, lui-même, David Stivel et Jorge Alí Triana
- 1964 : El Río de las tumbas de Julio Luzardo

#### Documentaire
- 2004 : Protagonistas de novela 3 - El juicio final: Colombia

### Assistant réalisateur
- 1981 : Canaguaro de Dunav Kuzmanich
- 1967 : El ABC del amor d'Eduardo Coutinho, Rodolfo Kuhn et Helvio Soto
- 1967 : Erase un niño, un guerrillero, un caballo... de Helvio Soto
- 1964 : El Río de las tumbas de Julio Luzardo

### Scénariste
- 1964 : El Río de las tumbas de Julio Luzardo

## Récompenses
- Lauréat du Prix d'honneur de la télévision colombienne lors du Festival international du film de Carthagène 2005.